# Nicolas Rolin

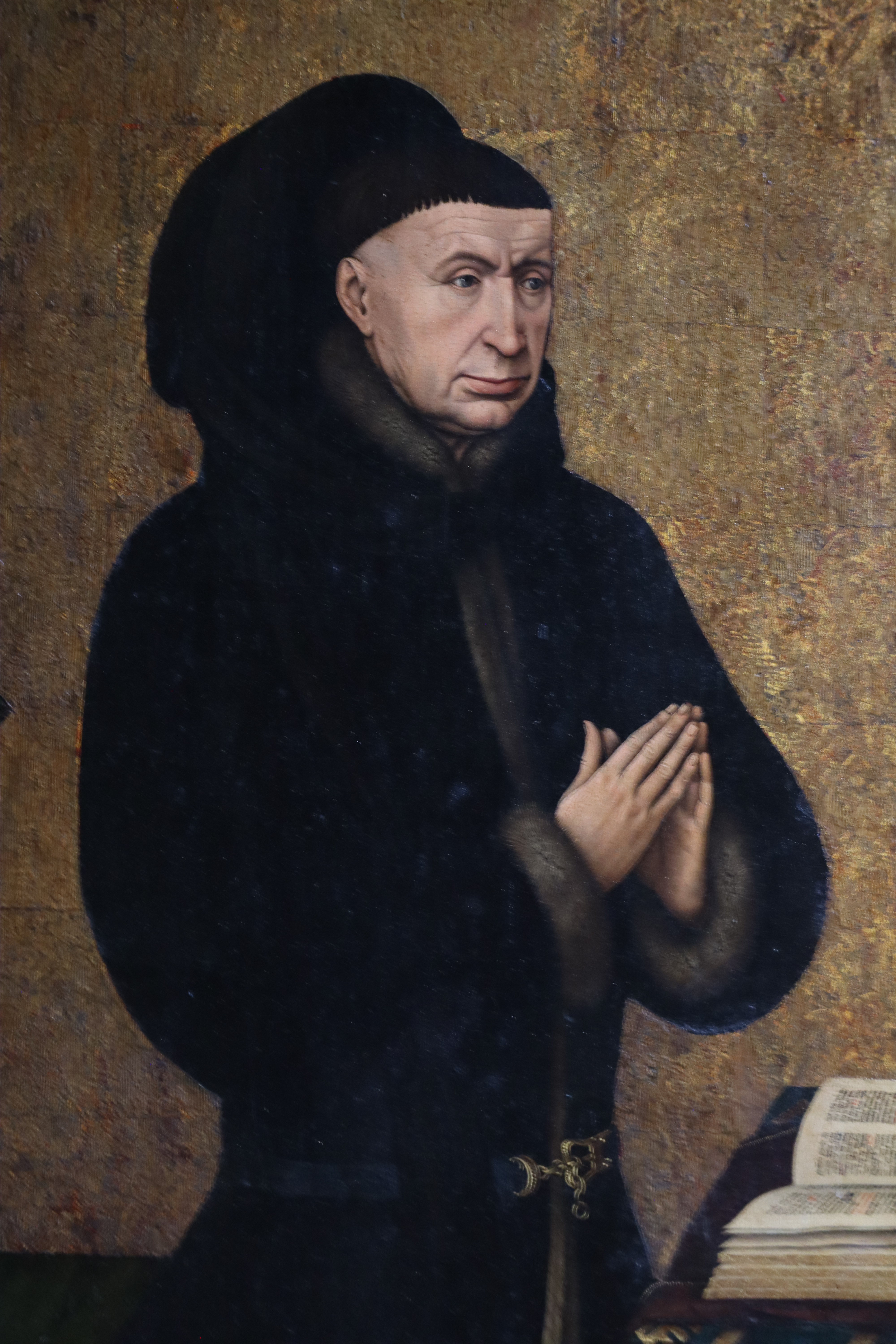
Nicolas Rolin door Rogier van der Weyden (detail van Het Laatste Oordeel, ca. 1445-1450)

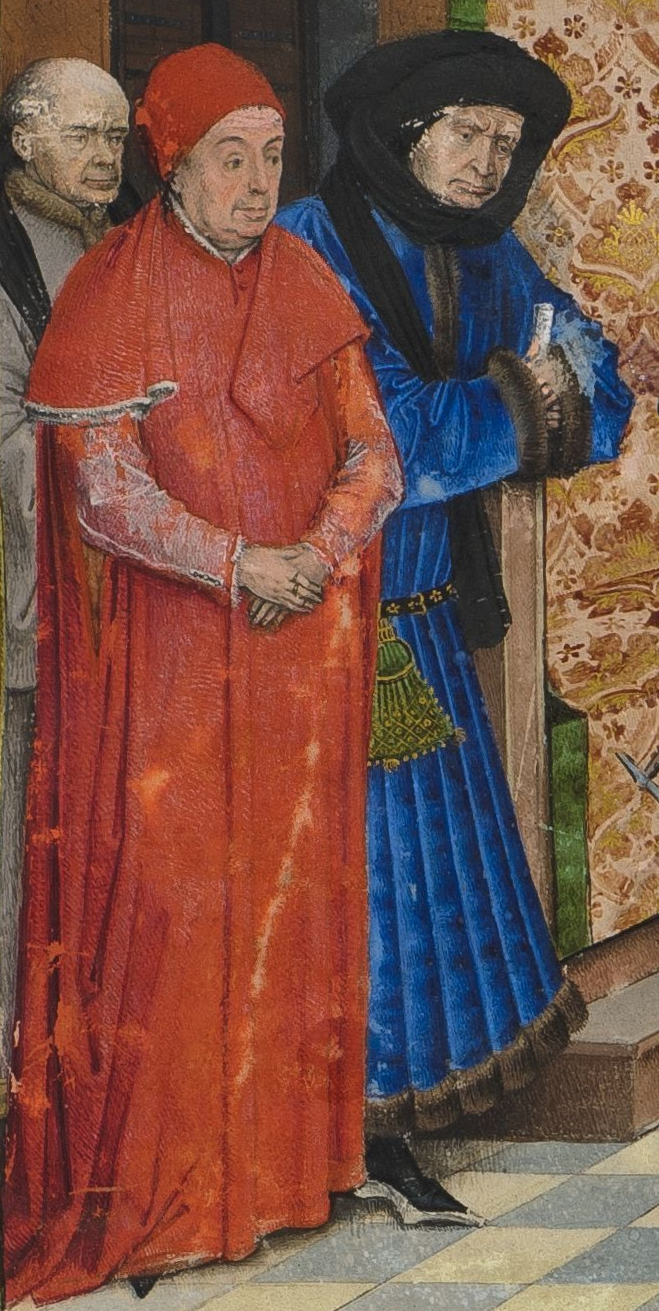
Rolin in het blauw met naast hem Jean Chevrot. Detail uit de opdrachtminiatuur van de Chroniques de Hainaut, toegeschreven aan Rogier van der Weyden.

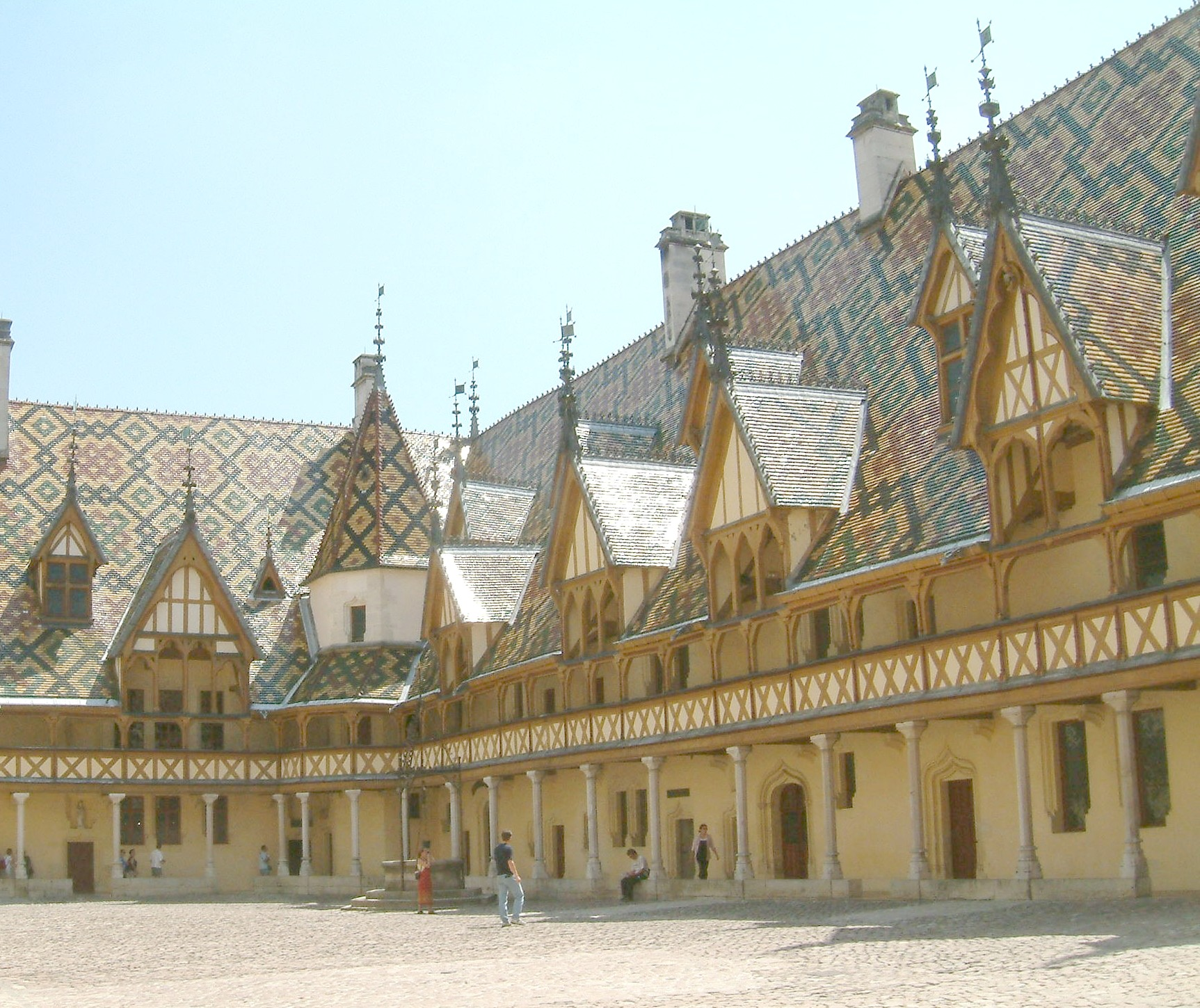
Hospices de Beaune

Nicolas Rolin (Autun, ca. 1376 – 18 januari 1462) is een belangrijk persoon in de politiek van het hertogdom Bourgondië en Frankrijk gedurende de 15e eeuw. Hij was kanselier van het Bourgondische rijk onder Filips de Goede. Nadien bleef hij vooral bekend als stichter van de Hospices de Beaune en door zijn portretten in schilderijen van de Vlaamse Primitieven.

## Biografie
Rolin werd geboren in een zeer welstellende burgerfamilie in Autun. Zijn vader, Jean Rolin III was een landeigenaar en investeerde voornamelijk in gronden voor de wijnbouw zoals wijngaarden in Meursault, Auxey, Volnay, Beaune, en Pommard allemaal gelegen in het Bourgondische wijngebied. Na de dood van zijn broer Jean erfde hij ook het ouderlijke huis in de Rue des Bancs in Autun. Nicolas studeerde rechten in Avignon.
Toen zijn vader Jean III Rolin in 1389 was overleden hertrouwde diens weduwe Aimée Jugnot met Perrenet le Mairet, een inwoner van Beaune. Haar zoons Jean IV en Nicolas traden later in het huwelijk met de dochters van Le Mairet, Jean IV met Jeanette le Mairet en Nicolas omstreeks 1398 met Marie le Mairet. Hij werd al zeer snel weduwnaar en trouwde voor een tweede maal in 1407 met Marie des Landes, waardoor hij toegang kreeg tot de gegoede burgerij in Parijs. Het echtpaar kreeg vier kinderen, Jean V (later gekend als kardinaal Jean Rolin II) in 1408, Philipotte in 1409, Guillaume in 1411 en Nicolas in 1413. Rolin had nauwe betrekkingen met Jan zonder Vrees, die peetoom was van zijn eerste zoon. Nadat zijn tweede vrouw in 1421 was overleden, trouwde Rolin op 20 december 1423 met Guigone de Salins (1403-1470). Met Guigone kreeg hij nog drie kinderen: Louise , Claudine en Antoine (1424). Daarnaast had hij nog vijf kinderen buiten het huwelijk.

## Carrière
In 1408 was hij al advocaat van Jan zonder Vrees bij het Parlement van Parijs. Hij werd al zeer snel benoemd tot hoofdadviseur en werd diens ambassadeur. Drie jaar na de moord op Jan I van Bourgondië in 1419 werd hij op 3 december 1422 benoemd tot kanselier door Filips de Goede, een post die hij 40 jaar bekleedde als hoofdarchitect van de successen van de monarch. Hij zette zijn opgang verder en werd al heel snel een van de belangrijkste diplomaten op het Europese politieke toneel. Hij was bovendien verantwoordelijk voor de hertogelijke rekeningen en werd aangesteld tot zegelbewaarder van de hertog. Hierdoor was hij betrokken bij binnenlandse en buitenlandse staatszaken. Hij was voor Filips een vertrouwd raadgever in de troebele periode van de Honderdjarige Oorlog. Dat hij dicht bij de hertog stond kunnen we zien op de frontispice van de Chroniques de Hainaut waar Rolin als eerste aan de rechterzijde van de hertog staat.
In 1423 stichtte hij, in opdracht van Filips de Goede, de universiteit in Dole. Rolin was een van de opstellers van de Vrede van Atrecht (1435) waarmee Karel VII de onafhankelijkheid van Bourgondië erkende op voorwaarde dat dit hertogdom zijn koningschap over Frankrijk erkende en de alliantie met Engeland opschortte in de Honderdjarige Oorlog. In 1438 vergezelde hij Filips de Goede naar Bourges voor voorbereidende besprekingen van de Pragmatieke Sanctie die de betrekkingen tussen kerk en staat vastlegde en dat jaar op 7 juli in Bourges werd afgekondigd door Karel VII. Rolin verzamelde een enorme rijkdom tijdens zijn leven.
In 1455 werd door de kanselarij een belasting opgelegd aan de Bourgondische adel om een eventuele kruistocht van Filips de Goede te financieren. Dit leidde bijna tot een revolte aangevoerd door Jean de Granson. Granson werd aangehouden op initiatief van Rolin en er kwam een proces waarbij hij ter dood werd veroordeeld voor hoogverraad. Filips gaf instructie om het vonnis effectief uit te voeren. Dit voorval werd door de broers de Croy, Jean, heer van Chimay en baljuw van Henegouwen en Antoine, eerste kamerheer van de hertog, aangegrepen om de positie van Rolin aan te vallen. De broers de Croy, belangrijke raadgevers van Filips waren sinds lang uiterst ontevreden over de dominante positie van Rolin en zochten een gelegenheid om hem in diskrediet te brengen. Deze deed zich voor in 1457 met een ruzie tussen Filips en zijn zoon de graaf van Charolais, de latere Karel de Stoute. Hertogin Isabella zou zich naar aanleiding hiervan terug in haar kasteel van la Motte-au-Bois en leefde vanaf dan gescheiden van haar echtgenoot. Rolin had in het conflict partij gekozen voor Karel en tegen de broers de Croy. Rolin bleef wel kanselier maar hij werd vanaf dan buiten de staatszaken gehouden.

## Status
Rolin was geen lid van de Bourgondische adel, maar hij bereikte de hoogste positie aan het Bourgondische hof en werd zelfs geridderd. Bij het fameuze Banket van de Fazant in 1454 was hij de enige man, niet van adel, aan de eretafel bij Filips de Goede. Dankzij de rijkdom die hij verzamelde kon hij zijn kinderen uithuwelijken aan de Bourgondische adel. Rolin was dus een zeer rijk man met een hoge functie maar zonder hoge sociale status. Aan het hof had hij collega’s van adel, met een hoge sociale status maar zonder bezittingen. Rolin deed dus verwoede pogingen om zijn sociale status te verbeteren, onder meer door zijn derde huwelijk met Guigone de Salins, een telg van de hoge Bourgondische adel die in 1423 of 1424 hofdame werd van de hertogin. Zijn concurrenten aan het hof, adellijke of niet, namen hem zijn succes niet in dank af. De kroniekschrijver Jacques du Clercq schreef over hem: “Rolin was naar men zegt een van de wijste mannen van het koninkrijk als hij over  het tijdelijke sprak, maar over het geestelijke zal ik maar zwijgen” en Georges Chastellain, eveneens een kroniekschrijver maar van adellijke afkomst, schreef dat hij “altijd oogstte op aarde alsof dat voor eeuwig zijn verblijfplaats zou zijn”. De negatieve kritieken van zijn tijdgenoten, waarschijnlijk voor een groot deel ingegeven door jaloezie, zijn aan Nicolas Rolin blijven kleven tot op heden.

## Mecenas
In 1443 bij het einde van de Honderdjarige Oorlog, stichtte hij samen met zijn derde echtgenote, Guigone de Salins, de Hospices de Beaune voor de (gratis) verzorging van armen, ouden, wezen, zieken en pelgrims. Directe aanleiding was de hongersnood die Bourgondië teisterde in de eerste helft van de 15e eeuw. Guigone, de echtgenote van Nicolas, was actief betrokken bij het Hôtel Dieu, niet alleen bij de oprichting, ook daarna was ze betrokken bij de werking en de administratie. Een belangrijk deel van de bouwkosten werden betaald uit de opbrengst van de zoutmijnen in Salins, die deel uitmaakten van de bruidsschat van Guigone.
Er werd eerst getwijfeld over de vestigingsplaats, Autun of Beaune, maar het werd dus Beaune omdat daar geen religieuze ordes gevestigd waren die de armen hielpen. Het godshuis ontving zijn eerste zieken op 1 januari 1452. Voor de verzorging van de zieken stichtte hij in 1452 een nieuwe kloosterorde: de Sœurs Hospitalières de Beaune. In 1448 waren er birgittinessen uit Valencijn gekomen, maar in 1452 bij de opening van het godshuis, werd hun plaats ingenomen door zes gasthuisnonnen uit Mechelen, die de regel van de nieuw opgerichte orde aannamen. Voor de kapel van de Hospices bestelde hij omstreeks 1442 een retabel voor het hoofdaltaar, het bekende Laatste Oordeel van Rogier van der Weyden. Guigone de Salins werd na haar overlijden in 1470 bijgezet in de kapel van de Hospices.

## De Rolin Madonna

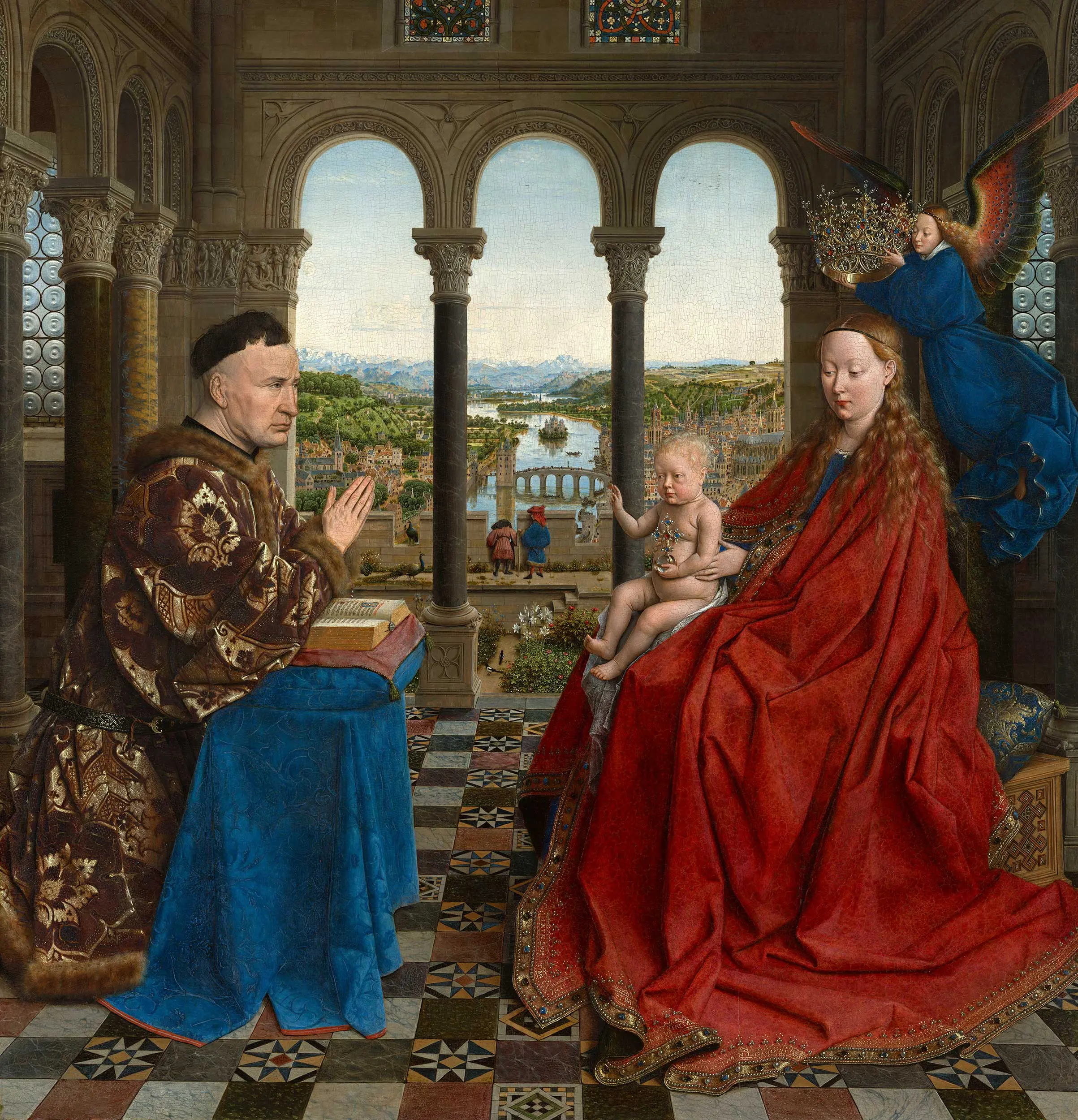
De Maagd van kanselier Rolin van Jan van Eyck (ong. 1435)

In 1435 gaf hij Jan van Eyck opdracht voor het schilderij De Maagd van kanselier Rolin te schilderen voor de familiekapel in de Notre-Dame du Châtel in Autun, nu in het Louvre. Nicolas had al veel geïnvesteerd in zijn parochiekerk. Vanaf 1426 steunde hij de verbouwing van het in slechte staat verkerende gebedshuis. Hij financierde eerst een familiekapel, maar later liet hij het schip en het koor herbouwen, waarbij laterale kapellen werden toegevoegd en een nieuwe grote familiekapel aan de zuidzijde van de kerk. Ook de klokkentoren werd op zijn kosten gebouwd en voorzien van goudkleurige dakpannen. Vanuit zijn woonhuis kon hij via een hoge overdekte passage de kerk bereiken. In 1450 bewoog Nicolas Rolin paus Nicolaas V er toe, zijn parochiekerk de status van collegiale kerk te geven, met een kapittel van 11 kanunniken, allemaal betaald door hem natuurlijk.
Volgens Laura Gelfand was het schilderij bedoeld om twee dingen te illustreren: enerzijds de devotie van de schenker voor Maria en haar Kind en anderzijds de liefdadigheid van de schenker geïllustreerd door wat hij voor zijn parochiekerk had gedaan. Als we een gedetailleerde weergave van het schilderij bekijken, zien we net boven de gevouwen handen van Rolin, een kerk met een spitse toren met geel gekleurde pannen, die met een passage met een naburig huis verbonden is; duidelijk een verwijzing naar de Notre-Dame du Châtel. Jan van Eyck combineerde in het schilderij twee beelden: dat van de weldoener die de kerk opdraagt aan Maria en dat van de devote biddende man.
Het schilderij illustreert het verlangen van Rolin om herinnerd te worden als een edelman, net als het Hôtel Dieu in Beaune. Het zijn twee voorbeelden van belangrijke uitgaven, zoals die verwacht werden van een rijke edelman. De combinatie van echte vroomheid en streven naar status kenmerken deze schenkingen van Rolin, maar dat was even goed het geval voor zijn niet adellijke tijdgenoten. Rolin is in dat opzicht niet uitzonderlijk maar gewoon een man van zijn tijd. Door de negatieve commentaren van zijn tijdgenoten hebben historici hem vaak afgeschilderd als ondeugdelijk en onoprecht en zijn portret beschreven als ongepast assertief. Als we het werk onbevooroordeeld bekijken, zien we misschien wat Rolin werkelijk was, een rijke man die streefde naar de eeuwige zaligheid en naar status in de hoofse wereld waarin hij leefde.

## Grafkelder
Archeologen legden in 2020 op de Place Saint-Louis van Autun een grafkelder bloot waarvan verondersteld wordt dat het die van Rolin is. De plaats komt overeen met waar het graf gemarkeerd is op een 18e-eeuws plan en er is een verguld spoor aangetroffen zoals vermeld in een archivalische beschrijving. Voor de rest is het graf geplunderd door de Franse revolutionairen, die in 1794  ook de kerk waarin het zich bevond, de Église Notre-Dame du Chastel, sloopten.
- Bibliothèque nationale de France: cb12364313b (data)
- Gemeinsame Normdatei: 11879101X
- International Standard Name Identifier: 0000 0001 1577 2634
- Library of Congress Control Number: nr95006133
- Nationale Bibliotheek van Israël: 987007288438805171
- Nederlandse Thesaurus van Auteursnamen: 134682793
- Système universitaire de documentation: 03265507X
- Virtual International Authority File: 89027076
- WorldCat: E39PBJpJfqTmqkXWvHxr4b4THC